# مسار اوريغون
مسار أوريغون هي لعبة فيديو إستراتيجية قائمة على النصوص تم تطويرها بواسطة دون راويتش وبيل هاينمان وبول ديلنبرغر في عام 1971 وتم إنتاجها بواسطة اتحاد مينيسوتا للحوسبة التعليمية عام 1975 Minnesota Educational Computing Consortium (MECC). تم تطويرها من قبل الثلاثة كلعبة كمبيوتر لتعليم أطفال المدارس حقائق عن حياة الرواد في القرن التاسع عشر على طريق أوريغون. في اللعبة، يتولى اللاعب دور قائد عربة يوجه مجموعة من المستوطنين من إندبندنس بولاية ميسوري إلى مدينة أوريغون بولاية أوريغون عبر عربة مغطاة في عام 1847. على طول الطريق، يجب على اللاعب شراء الإمدادات، والبحث عن الطعام، واتخاذ خيارات بشأن كيفية المضي قدمًا على طول الطريق أثناء مواجهة أحداث عشوائية مثل العواصف، وانهيار العربات. ولا تحتوي الإصدارات الأصلية من اللعبة على رسومات، حيث تم تطويرها لأجهزة الحاسب التي تستخدم الطابعات عن بُعد بدلاً من شاشات الكمبيوتر. أضاف منفذ Apple II لاحقًا لعبة إطلاق نار رسومية صغيرة.
تم تطوير الإصدار الأول من اللعبة على مدار أسبوعين لاستخدامه من قبل راويتش في وحدة التاريخ في مدرسة منيابولس الإعدادية. على الرغم من شعبيتها بين الطلاب، فقد تم حذفها في نهاية الفصل الدراسي من على الكمبيوتر الرئيسي للمنطقة التعليمية. أعاد راويتش إنشاء اللعبة في عام 1974 لصالح MECC، التي وزعت برامج تعليمية مجانًا في ولاية مينيسوتا وللبيع في أماكن أخرى، وأعدت معايرة احتمالات الأحداث بناءً على المجلات واليوميات التاريخية لإصدار اللعبة في العام التالي. بعد ظهور أجهزة الكمبيوتر الصغيرة في السبعينيات، أصدرت MECC عدة إصدارات من اللعبة على مدار العقد التالي لأجهزة كمبيوتر Apple II وAtari 8-bit وCommodore 64، قبل إعادة تصميمها كلعبة تجارية رسومية لـ Apple II تحت نفس الاسم في عام 1985 .
اللعبة كانت الأولى في سلسلة <i id="mwJQ">أوريغون تريل</i> ؛ وتم إصدار الألعاب من السلسلة منذ ذلك الحين وفي العديد من الإصدارات ومن قبل العديد من المطورين والناشرين، والعديد منها بعنوان The Oregon Trail . غالبًا ما تُعتبر الألعاب المتعددة في السلسلة تكرارات على نفس العنوان، وقد بيعت مجتمعة أكثر من 65 مليون نسخة وتم إدخالها في قاعة أشهر ألعاب الفيديو العالمية. ألهمت السلسلة أيضًا عددًا من العاب الفرعية مثل The Yukon Trail و The Amazon Trail .

## اللعب

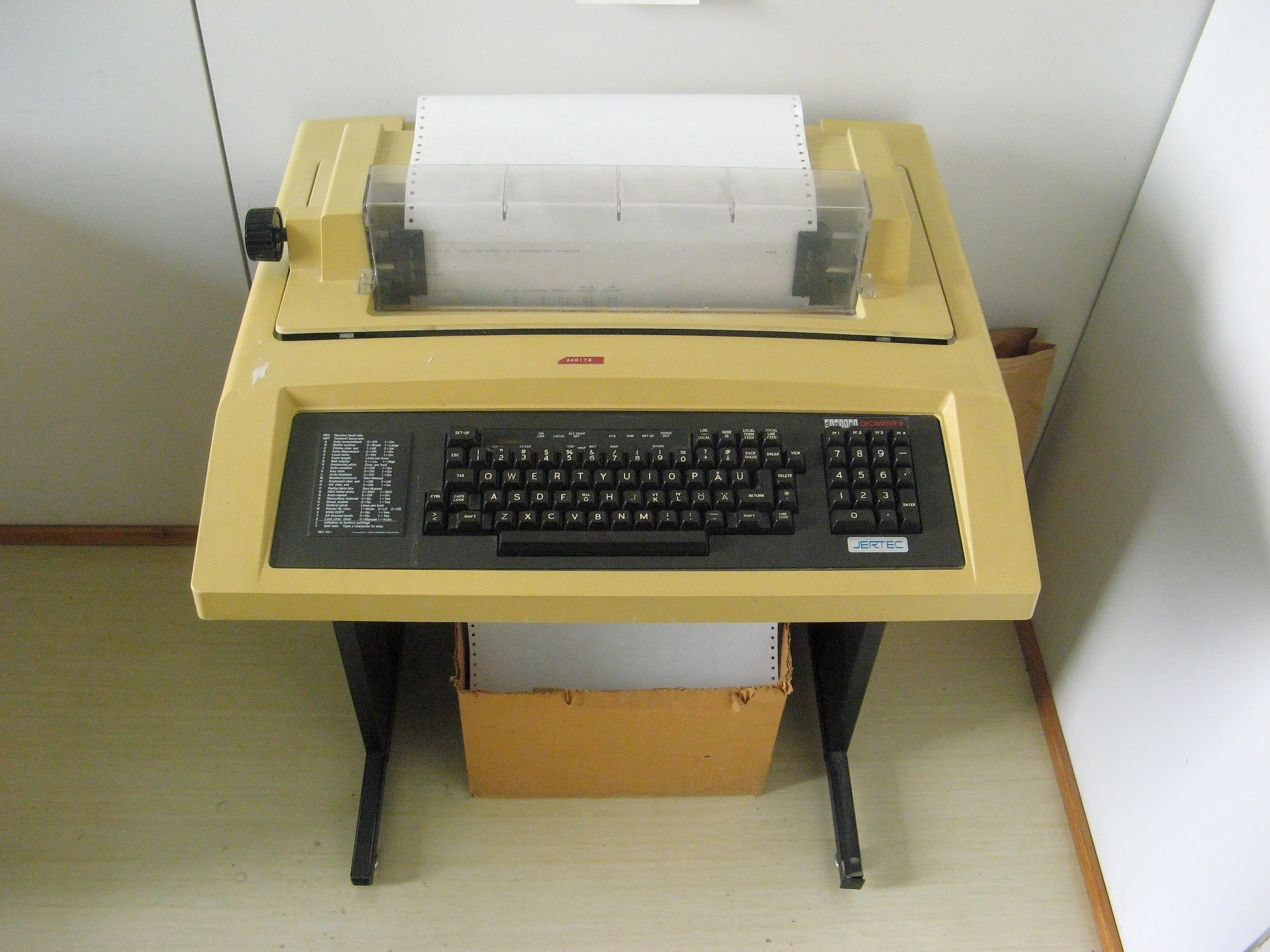
محطة كمبيوتر الطابعة عن بعد

مسار أوريغون هي لعبة فيديو إستراتيجية قائمة على النصوص يتحكم فيها اللاعب، بصفته قائد عربة، يوجه مجموعة تسافر عبر طريق أوريغون من إندبندنس بولاية ميسوري إلى أوريغون سيتي بولاية أوريغون في عام 1847. يشتري اللاعب الإمدادات، وثم يلعب ما يقارب اثنتي عشرة جولة من اتخاذ القرار، وكل جولة منها يمثل أسبوعين على المسار. تبدأ كل جولة بإخبار اللاعب بمسافته الحالية على طول المسار والتاريخ، وجنبًا إلى جنب مع الإمدادات الحالية. وتتكون الإمدادات من الطعام، والرصاص، والملابس، والإمدادات المتنوعة، والنقود، ويتم إعطاء كل منها كرقم. يُمنح اللاعبون خيار البحث عن الطعام، وفي بعض الجولات يتوقف عند حصن لشراء الإمدادات، ثم اختيار كمية الطعام التي سيستهلكونها في تلك الجولة. تغلق اللعبة الجولة عن طريق الاختيار العشوائي لحدث أو حدثين وظروف الطقس. وتشمل الأحداث العواصف التي تضر بالإمدادات، وتحطم العربات، وهجمات من قبل الحيوانات البرية أو «الدراجين المعادين». ويمكن أن تؤدي الأحوال الجوية إلى إبطاء معدل السفر، مما قد يؤدي إلى جولات إضافية ضرورية للوصول إلى ولاية أوريغون.
اثناء الصيد، أو عند مهاجمته، تطالب اللعبة اللاعب بكتابة كلمة - "BANG" في الإصدار الأصلي، أو كلمة محددة عشوائيًا مثل "BANG" أو "POW" في الإصدارات الأحدث - مع عدم وجود أخطاء إملائية تؤدي إلى أي تأثير. عند الصيد، كلما زادت سرعة كتابة الكلمة، كلما تم جمع المزيد من الطعام. تنتهي اللعبة عندما يصل اللاعب إلى ولاية أوريغون، أو إذا مات على طول الطريق؛ يمكن أن يحدث الموت بسبب هجوم أو نفاد الإمدادات. يؤدي نفاد الطعام إلى المجاعة، بينما يؤدي نقص الملابس في الطقس البارد، وانخفاض مستويات الطعام، أو الأحداث العشوائية مثل لدغات الأفاعي أو حوادث الصيد إلى المرض؛ وينتج عن هذا الوفاة إذا لم يكن لدى اللاعب إمدادات متنوعة للأمراض البسيطة أو العادية، أو لا يستطيع تحمل نفقات الطبيب في حالة الإصابة بأمراض خطيرة.

## التطور

### نسخة أصلية

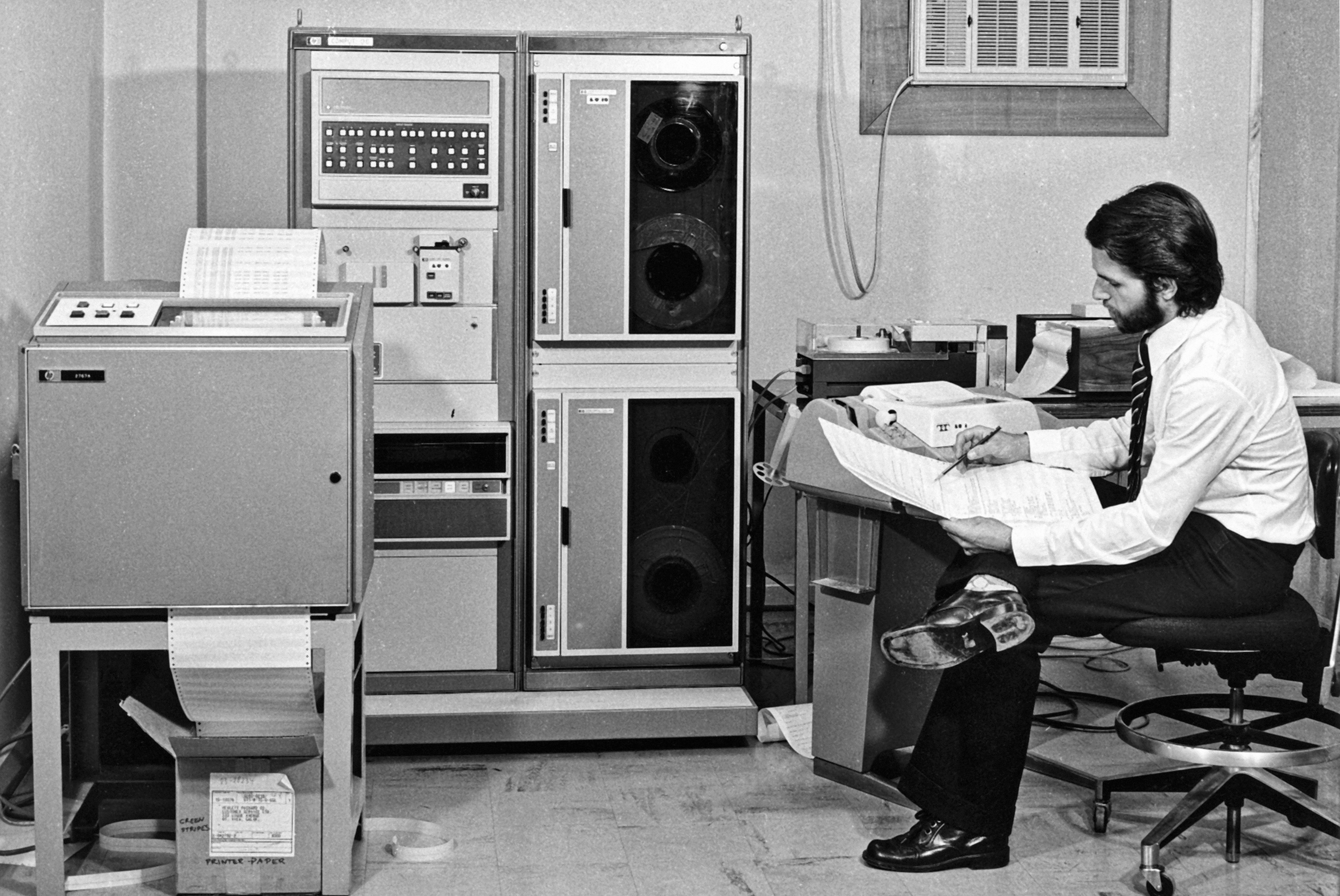
كمبيوتر صغير HP 2100

في عام 1971، قام دون راويتش، وهو رائد في التاريخ وكبير في كلية كارلتون في نورثفيلد ، مينيسوتا، بتدريس فصل التاريخ للصف الثامن في مدرسة ثانوية في منيابولس كطالب مدرس. كلفه مدرسه المشرف بإعداد وحدة حول «التوسع الغربي لمنتصف القرن التاسع عشر»، وقرر راويتش إنشاء نشاط لعبة لوحية حول مسار أوريغون للطلاب. بعد أسبوع واحد من التخطيط للدروس، كان بصدد رسم المسار على أوراق على أرضية شقته عندما اتى زملاؤه في الغرفة، حضر زملاؤه من كلية كارلتون، بيل هاينمان وبول ديلينبرغر. هاينمان، الذي كان مع ديلنبيرغر طالبًا في الرياضيات وطالب مدرس لديه خبرة في البرمجة، حيث ناقش المشروع مع راويتش، وأخبره أنه سيكون مناسبًا تمامًا لبرنامج كمبيوتر، حيث يمكنه تتبع تقدم اللاعب وحسابه. وفرص نجاحهم على أساس الإمدادات الخاصة بهم بدلاً من لفة النرد. كان راويتش مترددًا في البداية، حيث يجب أن يكتمل النشاط في غضون أسبوعين، لكن هاينمان وديلينبرغر شعروا أنه يمكن القيام بذلك إذا عملوا لساعات طويلة كل يوم عليها. ثم أمضى الثلاثي عطلة نهاية الأسبوع في تصميم اللعبة وترميزها على الورق.
اشترت مدارس مقاطعة منيابولس مؤخرًا جهاز كمبيوتر صغير HP 2100، وتم توصيل المدارس التي كان الثلاثة يقومون بالتدريس فيها، مثل المدارس الأخرى في نفس المقاطعة، عبر طابعة عن بعد واحدة. يمكن لهذه الطابعات عن بعد إرسال وطباعة الرسائل من البرامج التي تعمل على الكمبيوتر المركزي. كانت صناعة ألعاب الفيديو في مطلعها عام 1971، ولم يكن لدى الثلاثة موارد للاستفادة منها في تطوير برنامج اللعبة بما يتجاوز معرفتهم البرمجية الخاصة؛ بدلاً من ذلك، أمضوا أسبوعين في العمل والترميز في HP Time-Shared BASIC بمفردهم. ركز راويتش على التصميم والأجزاء التاريخية للعبة، بينما قام هاينمان وديلينبرغر بالبرمجة، وعملوا على الطابعة عن بُعد المحفوظة في غرفة صغيرة كانت سابقًا خزانة ملابس في المدرسة التي درسوا فيها، مدرسة براينت جونيور الثانوية، وكذلك إحضارها إلى الشقة لمواصلة العمل. ركز هاينمان على تدفق البرمجة الكلي، وابتكر لعبة الصيد المصغرة، بينما قام ديلينبرغر بعمل إجراءات فرعية للعبة لاستخدامها، وكتب الكثير من النص المعروض للاعب، واختبره بحثًا عن الأخطاء في الكود. نظرًا لوجود محطة واحدة فقط، وكتب هاينمان رمزًا على الورق بينما أدخله ديلينبرغر في النظام جنبًا إلى جنب مع نصوصة.
قاموا بتطبيق أساسيات اللعبة في هذين الأسبوعين، بما في ذلك شراء الإمدادات، والاختيارات في نقاط محددة من الرحلة، ولعبة الصيد الصغيرة. تضمنت أيضًا الأحداث العشوائية التي تحدث للاعب، وكان لدى هاينمان فكرة جعل الأحداث العشوائية مرتبطة بجغرافيا المسار، بحيث تكون أحداث الطقس البارد أكثر احتمالية في الجبال والهجمات في السهول. أضافوا أيضًا توزيعًا عشوائيًا صغيرًا للنتائج مثل كمية الطعام المكتسب من الصيد؛ ولقد توقعوا أنه لكي يكون الأطفال مهتمين بلعب اللعبة دون ملل لعدة مرات، يجب أن تكون هناك اختلافات بين المسرحيات. قبل بدء راويتش لوحدة التاريخ، سمح هاينمان وديلينبرغر لبعض الطلاب في مدرستهم بتشغيلها للاختبار؛ كان الطلاب متحمسين للعبة، وبقوا متأخرًا في المدرسة للعب. لم يكن المعلمون الآخرون مهتمين، لكنهم أوصوا بإجراء تغييرات على اللعبة، لا سيما إزالة الصور السلبية للأمريكيين الأصليين لأنهم كانوا يعتمدون على الأفلام والتلفزيون الغربي أكثر من التاريخ، وقد تكون مشكلة تجاه العديد من الطلاب من أصل أمريكي أصلي في المدارس.
ظهرت مسار أوريغون لأول مرة في صفوف راويتش في 3 ديسمبر 1971. لم يكن متأكدًا من مدى اهتمام الطلاب باللعبة، حيث كان لديهم تعرض قليل لأجهزة الحاسب وبدا العديد منهم غير مهتمين بالتاريخ تمامًا، ولكن بعد أن أظهر لهم اللعبة، كان الطلاب يصطفون خارج الباب لدورهم ويبقون بعد المدرسة لفرصة أخرى. روى راويتش أنه، نظرًا لأن طالبًا واحدًا فقط يمكنه استخدام الطابعة عن بُعد في وقت واحد، فقد نظم الطلاب أنفسهم للتصويت وللردود وتفويض الطلاب للتعامل مع الصيد، واتباع الخريطة، وتتبع المستلزمات. توصل مدرسون آخرون في المدرسة إلى «أعذار واهية» لطلابهم لتجربة اللعبة أيضًا. قام الثلاثي بتعديل رمز اللعبة كما لعب الطلاب استجابةً للأخطاء التي تم العثور عليها، مثل شراء الملابس مقابل المال السلبي. نظرًا لأن المنطقة التعليمية تشترك في جهاز كمبيوتر صغير مركزي واحد، بدأت المدارس في جميع أنحاء المدينة في ممارسة اللعبة أيضًا. عند انتهاء الفصل الدراسي وفصل تدريس الطلاب، طبع الفريق نسخًا من الكود المصدري - حوالي 800 سطر من التعليمات البرمجية - وحذف البرنامج من الكمبيوتر.

### نسخة MECC
في عام 1974، تم تعيين راويتش من قبل Minnesota Educational Computing Consortium (MECC)، وهي منظمة تمولها الدولة طورت برامج تعليمية للفصول الدراسية، كجهة اتصال على مستوى المبتدئين لكليات المجتمع المحلي. كان لدى MECC نظام مشابه لمدارس منطقة منيابولس التعليمية في عام 1971، مع جهاز كمبيوتر مركزي CDC Cyber 70 / 73-26 يمكن للمدارس في جميع أنحاء الولاية الاتصال به عبر المحطات الطرفية. احتوى النظام على العديد من البرامج التعليمية، وأبلغه رئيس راويتش أنه كان مفتوحًا لتقديم الطلبات. قضى راويتش، بإذن من هاينمان وديلينبرغر، اثناء عطلة نهاية الأسبوع في عيد الشكر عام 1974 في نسخ وتعديل كود المصدر BASIC المطبوع في النظام. بدلاً من إرسال النسخة المعاد إنشاؤها، قام بدلاً من ذلك بتحسين اللعبة بالبحث عن أحداث مسار أوريغون الواقعية التي لم يكن لديه وقت لها مع الإصدار الأصلي، وقام بتغيير وتيرة وأنواع الأحداث العشوائية، مثل سوء الأحوال الجوية أو كسر العربات. لأسفل، ليتم الاعتماد على الاحتمالات التاريخية الفعلية لما حدث للمسافرين على المسار في كل موقع في اللعبة. قام راويتش بحساب الاحتمالات بنفسه، مستندا إلى مذكرات تاريخية وروايات لأشخاص في المسار الذي قرأه. وأضاف أيضًا في صور أكثر إيجابية للأمريكيين الأصليين، حيث أشارت أبحاثه إلى أن العديد من المستوطنين تلقوا المساعدة منهم على طول الطريق. وضع مسار أوريغون في شبكة مشاركة الوقت التابعة للمنظمة في عام 1975، حيث يمكن الوصول إليها من قبل المدارس في جميع أنحاء ولاية مينيسوتا.

## إرث
كانت لعبة الحاسوب الرئيسي لعام 1975 هي أشهر البرامج في النظام في مدارس مينيسوتا لمدة خمس سنوات، مع آلاف اللاعبين شهريًا. لم يتم الاعتراف علنًا بـ راويتش وهاينمان وديلينبرغر كمبدعين للعبة الأصلية حتى عام 1995، عندما كرمهم MECC في حفل أقيم في مول أمريكا. بحلول ذلك الوقت، تم إنشاء العديد من إصدارات اللعبة. نشر راويتش الكود المصدري لمسار أوريغون في إصدار الحوسبة الإبداعية ' مايو إلى يونيو 1978، جنبًا إلى جنب مع بعض المعلومات التاريخية التي استخدمها لتنقيح الإحصائيات. في ذلك العام، بدأت MECC في تشجيع المدارس على اعتماد كمبيوتر Apple II الصغير، وشراء كميات كبيرة بسعر مخفض وإعادة بيعها للمدارس. بدأت شركة MECC في تحويل العديد من منتجاتها لتعمل على الحواسيب الصغيرة، وقام جون كوك بتكييف اللعبة على حاسب Apple II ؛ وعلى الرغم من أن طريقة اللعب القائمة على النص ظلت كما هي إلى حد كبير، فقد أضاف عرضًا لموقع اللاعب على طول مسار الخريطة بين الجولات، واستبدل الكتابة في لعبة الصيد والهجوم المصغرة بنسخة رسومية يتحرك فيها غزال أو مهاجم على الشاشة ويضغط اللاعب على مفتاح لإطلاق النار عليه. تم إصدار نسخة لعائلة أتاري 8 بت، بعنوان مسار أوريغون مرة أخرى، وفي عام 1982. تم تضمين إصدار Apple II تحت اسم أوريغون كجزء من سلسلة MECC الابتدائية، والتي تم توزيعها على مدارس مينيسوتا مجانًا وللربح على المدارس خارج الولاية، وفي المجلد 6 الابتدائي في عام 1980. تم نقل مسار أوريغون إلى Commodore 64 في عام 1984 كجزء من المجموعة مثل المجلد 6 الأساسي بعنوان الرحلات الاستكشافية. بحلول منتصف الثمانينيات من القرن الماضي، كانت شركة MECC تبيع برامجها التعليمية للمدارس في جميع أنحاء البلاد، وكان مسار أوريغون أكثر منتجاتها شعبية حتى الآن.
في عام 1985، أنتجت MECC نسخة رسومية كاملة من اللعبة لأجهزة كمبيوتر Apple II، وأعاد تصميمها ار. فيليب بوشار كمنتج موسع بشكل كبير للمستهلكين المنزليين تحت نفس الاسم. كان Oregon Trail ناجحة للغاية، وإلى جانب الإصدارات المتتالية من اللعبة، بيعت أكثر من 65 مليون نسخة. تم إصدار العديد من الألعاب الأخرى من سلسلة <i id="mw1w">The Oregon Trail</i>، والعديد منها تحت عنوان مسار أوريغون، بالإضافة إلى عدد من الألعاب الفرعية مثل The Yukon Trail و The Amazon Trail .
تم وصف مسار أوريغون الأصلي في الألعاب الجادة وتطبيقات التعليم الترفيهي بأنها «أحد أشهر أسلاف النوع الفرعي للألعاب الجادة». غالبًا ما يتم وصف الإصدارات النصية والرسومية من مسار أوريغون على أنها تكرارات مختلفة للعبة نفسها عند مناقشة إرث اللعبة ؛ كولين كامبل من بوليجون، على سبيل المثال، وصفها بشكل جماعي بأنها واحدة من أكثر الألعاب نجاحًا في كل العصور، واصفًا إياها بالرمز الثقافي. ادعى كيفن وونغ من Vice أن اللعبة الجماعية «مرادفة للترفيه التربوي». نظرًا لشعبيتها الواسعة النطاق، تم إدخال مسار أوريغون، في إشارة إلى جميع إصدارات اللعبة التي تم إصدارها على مدار 40 عامًا، في قاعة مشاهير ألعاب الفيديو العالمية في عام 2016. صنفت تايم اللعبة كواحدة من أعظم 100 لعبة فيديو في عام 2012، ووضعتها في المرتبة التاسعة على قائمتها لأفضل 50 لعبة في عام 2016.

## روابط خارجية
- يمكن تشغيل إصدار عام 1975 من The Oregon Trail مجانًا في المتصفح الموجود في Internet Archive